# Санта-Мария-ин-Монтичелли
Санта-Мария-ин-Монтичелли (итал. La chiesa di Santa Maria in Monticelli — Церковь Святой Марии на холме) — церковь в историческом центре Рима, расположенная в районе Регола, на одноимённой улице.

## История, архитектура и произведения искусства
Церковь получила свое название от холма или небольшого возвышения земли, на котором она была построена (возможно, возникшего из-за обломков старых зданий в результате разливов Тибра). Впервые упомянута в биографии папы Пасхалия II (1099—1118), восстановившего её в 1101 году. Церковь была повторно освящена Иннокентием II в 1143 году, о чём свидетельствует табличка внутри. Храм также известен под названием «Sancta Maria in Monticellis Arenulae de Urbe», в связи с защитной буллой папы Урбана IV 1264 года.
От средневековой церкви остались фундамент трёхнефной базилики и романская кампанила (колокольня). Внутри: фрагмент мозаики апсиды с ликом Христа (XII в.) и фреска в нише контрфасада — портрет святого понтифика. Полностью исчез хор (датируемый некоторыми источниками 1227 годом) работы мастеров Космати, а первоначальные колонны были включены в позднейшую колоннаду периода барокко.
Церковь была полностью перестроена в 1715—1716 годах Маттео Сасси и Джузеппе Сарди по распоряжению папы Климента XI (1700—1721). Вскоре после этого, по велению Бенедикта XIII (1724—1730), храм был передан отцам-доктринарам (Padri dottrinari), или «священникам христианской доктрины», которые провели значительные реставрации здания; до настоящего времени оно является их резиденцией.
В 1860 году церковь была снова отреставрирована. Внутри она имеет форму базилики с тремя нефами и тремя капеллами по каждой из сторон. В церкви хранятся многие произведения искусства: фреска XVI века «Бичевание Христа», приписываемая Антонио Карраччи, деревянное Распятие XIV века, приписываемое Пьетро Каваллини, «Мадонна с Младенцем и святые» Себастьяно Конка и многое другое.

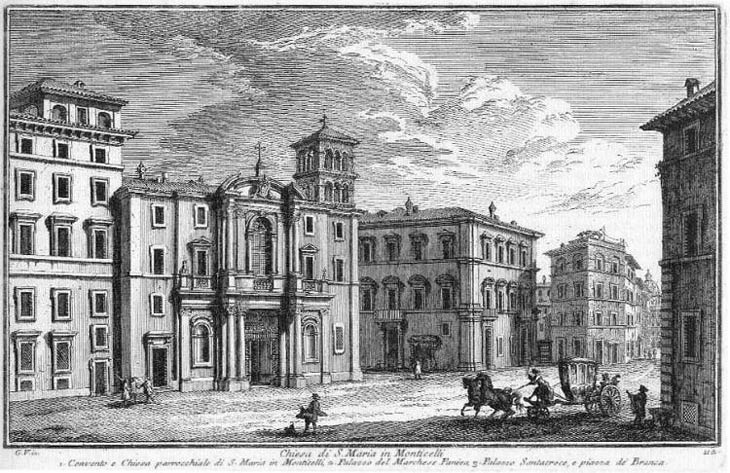
Дж. Вази. Церковь Санта-Мария-ин-Монтичелли в Риме. 1756. Офорт
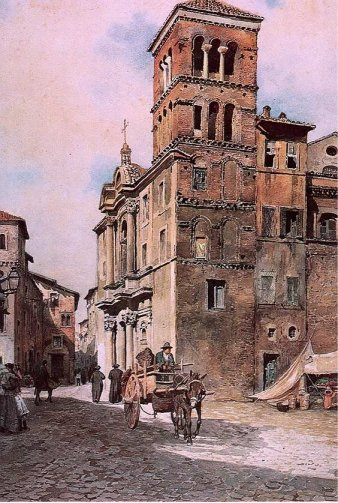
Ф. Э. Розлер. Церковь Санта-Мария-ин-Монтичелли в Риме. 1880. Акварель. Музей Рима в Трастевере
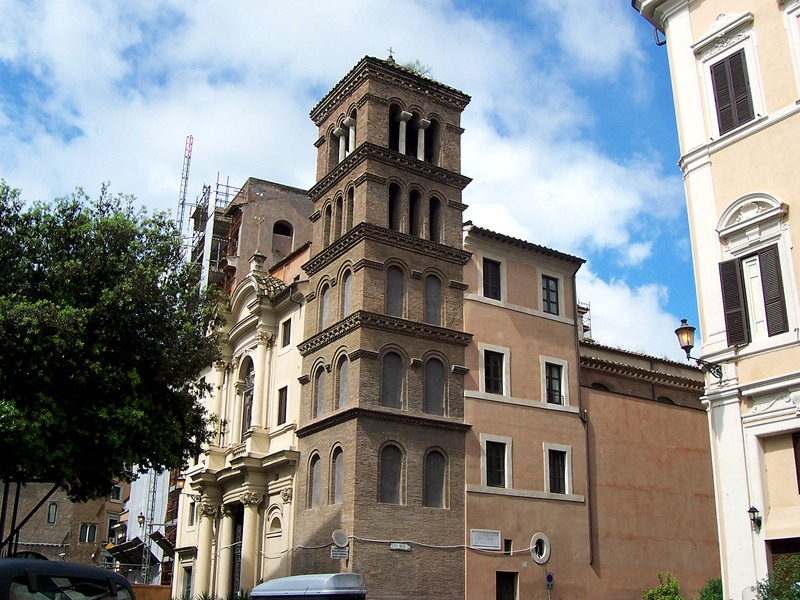
Кампанила
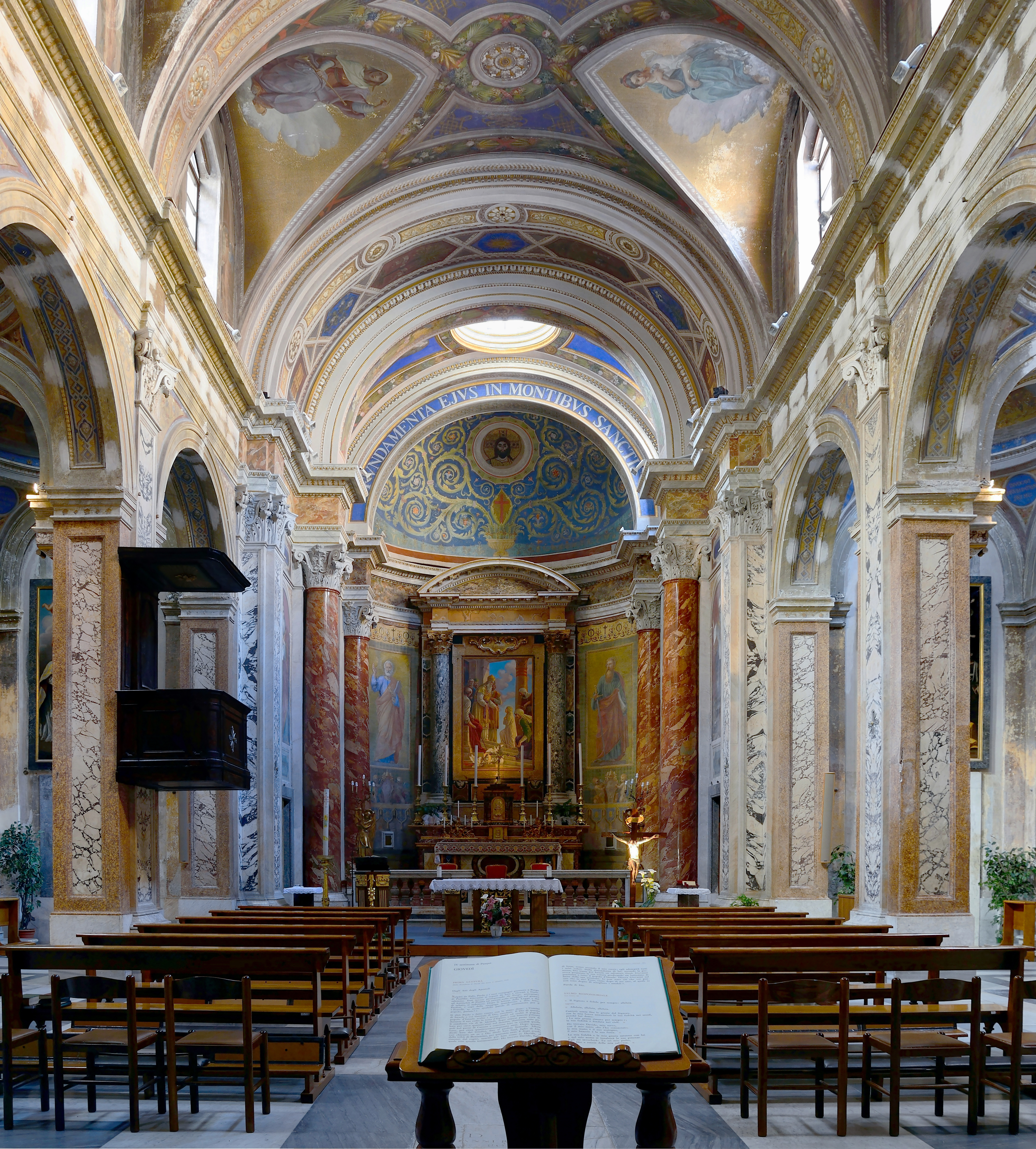
Интерьер церкви